# Distant
Pour les articles homonymes, voir Distant (homonymie).
Ne doit pas être confondu avec Distant (film).
 (août 2020).
Si vous disposez d'ouvrages ou d'articles de référence ou si vous connaissez des sites web de qualité traitant du thème abordé ici, merci de compléter l'article en donnant les références utiles à sa vérifiabilité et en les liant à la section « Notes et références ».
Singles de Maes
Street
(2019) Blanche
(2020)
Pistes de Les Derniers Salopards
A côté de moi
(07) Police
(09)
Distant est une chanson du rappeur français Maes en collaboration avec Ninho, sortie le 10 janvier 2020. Elle est le deuxième extrait de son deuxième album Les Derniers Salopards.

## Genèse
Après avoir sortie le clip Street, Maes sort la version audio de distant le 20 décembre 2019 et la version vidéo le 10 janvier 2020, Maes dévoile sur les réseaux sociaux la tracklist de l’album « Les Derniers Salopards ».

## Accueil commercial
Le Single s'est classé en Belgique, en France et en Suisse.
En France, Distant s’est classé durant 31 semaine dans le classement de singles, de janvier à juillet 2020, soit sept mois consécutif. Dès sa sortie la chanson entre en troisième position, son plus haut classement. Il a été certifié Single de diamant par la SNEP.

## Classement
| Classement (2020)                       | Meilleure position |
| --------------------------------------- | ------------------ |
| France (SNEP)                           | 3                  |
| Suisse (Schweizer Hitparade)            | 24                 |
| Belgique (Wallonie Ultratop 50 singles) | 11                 |

## Certification
| Région | Certification | Ventes/Streams |
| ------ | ------------- | -------------- |
| France | Diamant       | 50 000 000     |